# 산업 발효
산업 발효는 산업에 필요한 발효를 가리키는 단어이다.

## 설명
산업 발효는 제조업의 공정에서 발효를 의도적으로 사용하는 것이다. 발효 식품 및 음료수의 대량생산 외에도 산업 발효는 화학공업에서 널리 적용된다. 아세트산, 시트르산 및 에탄올과 같은 범용 화학 물질은 모두 발효에 의해 만들어진다.  더욱이 라이페이스(lipase), 인버타제(invertase) 및 레닛(rennet)과 같이 상업적으로 생산되는 거의 모든 산업용 효소는 유전공학을 통한 유전자 변형 미생물로 발효하여 만들어진다. 어떤 경우에는 바이오매스 자체의 생산이 목표이며 단세포 단백질, 빵효모 및 치즈 제조에 사용되는 유산균을 위한 종균 배양의 경우와 같다. 이러한 유형은 반드시 서로 분리되어 있는 것은 아니지만 접근 방식의 차이점을 이해하기 위한 프레임워크를 제공합니다. 사용되는 유기체는 일반적으로 미생물, 특히 박테리아, 조류 및 효모 및 곰팡이가 사용된다. 산업 발효에는 중국 햄스터 난소 세포 및 곤충 세포 배양과 같은 식물 및 동물의 세포 배양도 같이 포함될 수 있다. 발효에 사용되는 특정 유기체에 대해서는 용존 산소 수준, 영양 수준 및 온도와 같은 특별한 고려 사항이 모두 필요하다. 발효 속도는 미생물, 세포, 세포 구성 요소 및 효소의 농도와 온도, 수소 이온 농도 지수 및 호기성 발효를 위한 산소 수준에 따라 달라진다. 제품 회수에는 종종 희석된 용액의 농도가 포함된다.

## 같이 보기
- 산업
- 발효